# Athysanella itawana
Athysanella itawana är en insektsart som beskrevs av Hicks och Blocker. Athysanella itawana ingår i släktet Athysanella och familjen dvärgstritar. Inga underarter finns listade i Catalogue of Life.